# Oribatula neonominata
Oribatula neonominata är en kvalsterart som beskrevs av Subías 2004. Oribatula neonominata ingår i släktet Oribatula och familjen Oribatulidae. Inga underarter finns listade i Catalogue of Life.